# Plymouth, Kalifornien
Plymouth är en ort i Amador County i delstaten Kalifornien, USA.